# District Brăila
Brăila is een Roemeens district (județ) in de historische regio Walachije, met als hoofdstad Brăila (234.201 inwoners). De gangbare afkorting voor het district is BR.

## Demografie
In het jaar 2002 had Brăila 373.174 inwoners en een bevolkingsdichtheid van 78 inwoners per km².

### Bevolkingsgroepen
Van de 373.174 inwoners is 98% Roemeen. De grootste minderheid zijn de Roma. In het district zijn er ook Russen, Lipovanen en Aroemenen.

## Geografie
Het district heeft een oppervlakte van 4766 km² en komt daarmee op de 31e plaats met de grootte van Roemeense provincies.

## Aangrenzende districten
- Tulcea in het oosten
- Galați in het noorden
- Vrancea in het noordwesten
- Buzău in het westen
- Ialomița in het zuiden
- Constanța in het zuidoosten

## Steden
- Brăila
- Ianca
- Însurăței
- Făurei